# Radosław Cybulski
Radosław Jan Cybulski (ur. 2 marca 1924 w Wilnie, zm. 14 listopada 1999 w Warszawie) – księgarz, księgoznawca, bibliotekoznawca, bibliograf, nauczyciel akademicki, profesor doktor habilitowany Uniwersytetu Warszawskiego, w latach 1982–1987 dyrektor Biblioteki Uniwersytetu Warszawskiego.

## Życiorys

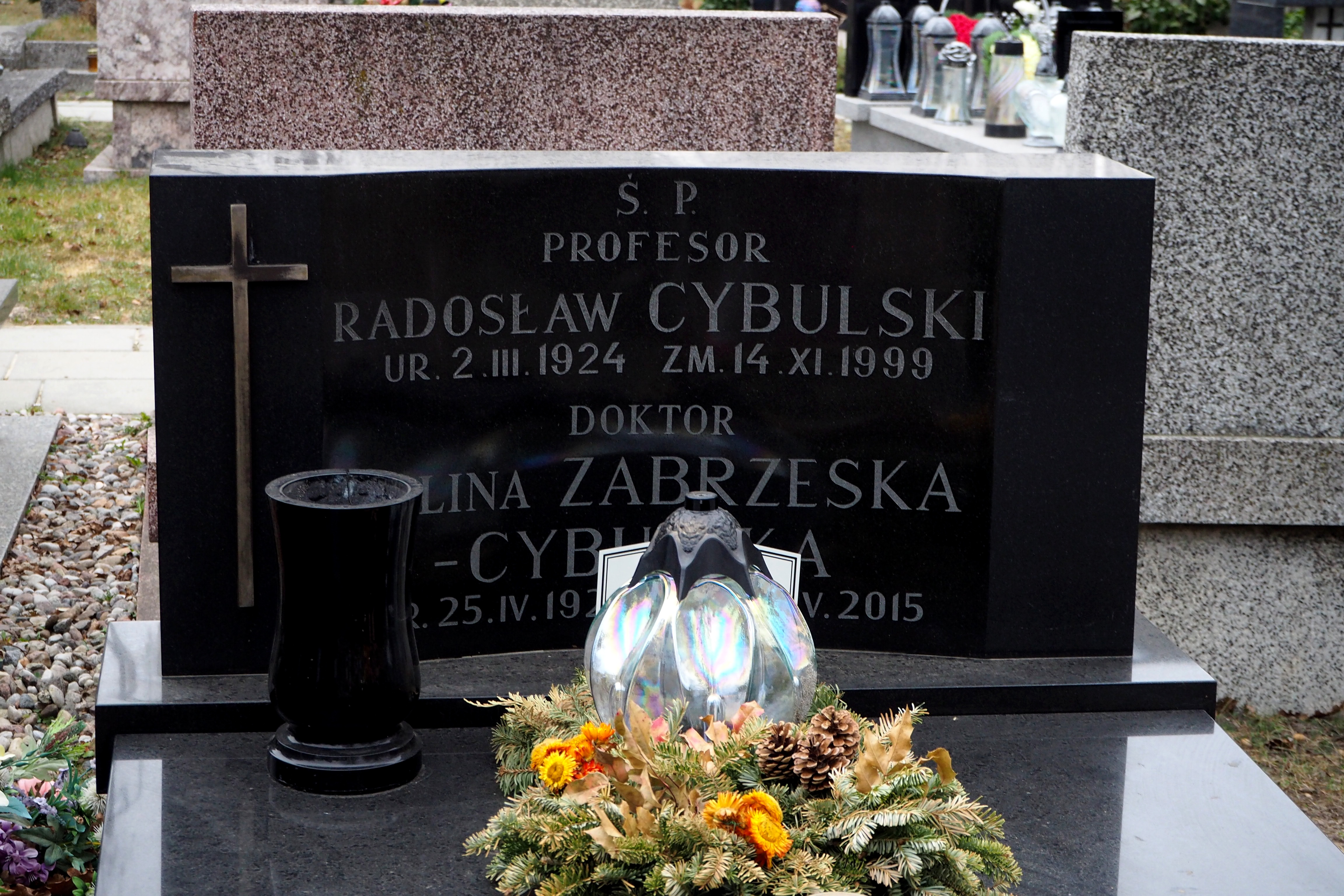
Grób prof. Radosława Cybulskiego na Cmentarzu Wojskowym na Powązkach w Warszawie

Uczeń Gimnazjum Ojców Jezuitów w Wilnie (1936-1940). W czasie wojny uczestnik ruchu oporu i członek Armii Krajowej w Wilnie (za co został aresztowany w 1953, zwolniony w 1954). W 1945 r. repatriował się wraz z rodziną do Poznania. Absolwent Wydziału Prawno-Ekonomicznego Uniwersytetu im. Adama Mickiewicza w Poznaniu (1949). Stopień magistra uzyskał na podstawie pracy pt. Organizacja i rejonizacja rynku księgarskiego w Polsce. W 1966 r. doktoryzował się w zakresie nauk ekonomicznych w Wyższej Szkole Ekonomicznej w Poznaniu na podstawie rozprawy Popyt na rynku księgarskim na tle przemian społeczno-gospodarczych w Polsce Ludowej. W 1985 r. habilitował się na Wydziale Filologicznym Uniwersytetu Wrocławskiego, przedstawiając rozprawę pt. Książka współczesna. Wydawcy, rynek, odbiorcy. W 1989 r. otrzymał tytuł profesora nadzwyczajnego nauk humanistycznych. Promotor 4 doktorów i 74 magistrów. Autor ponad 300 publikacji z zakresu edytorstwa, księgarstwa, bibliografii, bibliotekarstwa, teorii książki i bibliologii oraz haseł z dziedziny księgarstwa do Encyklopedii wiedzy o książce (1971) oraz pozycji Współczesne polskie księgarstwo: mały słownik encyklopedyczny (1981). Członek redakcji czasopisma „Księgarz”. Zmarł w 1999 r. i został pochowany na Cmentarzu Powązkowskim w Warszawie, kw. H III, rz. 6, gr. 45.

## Praca zawodowa i naukowa
W czasie studiów pracował w Księgarni Ziem Zachodnich w Poznaniu, po studiach przeniósł się do Warszawy i podjął pracę w Państwowych Zakładach Wydawnictw Szkolnych (1949-1961). W latach 1961–1968 pracował w Państwowym Wydawnictwie Naukowym jako kierownik zespołu działów sprzedaży. W 1969-1971 kierował wzorcownią w Ośrodku Rozpowszechniania Wydawnictw Naukowych PAN, a od października 1971 do marca 1972 był dyrektorem Powszechnej Księgarni Wysyłkowej. W latach 1972–1981 pracował w Bibliotece Narodowej na stanowisku dyrektora Instytutu Bibliograficznego (1972-1979) i równocześnie zastępcy dyrektora Biblioteki Narodowej ds. bibliografii, automatyzacji i działalności wydawniczej.
W 1974 r. podjął współpracę (zlecone wykłady) z Instytutem Bibliotekoznawstwa i Informacji Naukowej Uniwersytetu Warszawskiego, od 1981 r. został zatrudniony na stałe. W latach 1987–1990 był dyrektorem Instytutu. Równolegle z pracą w Instytucie pełnił funkcję dyrektora Biblioteki Uniwersyteckiej w Warszawie (1982-1987).
Radosław Cybulski był przede wszystkim księgoznawcą, a jego tematyka badawcza obejmowała takie zagadnienia jak: analiza i organizacja księgarstwa i rynku wydawniczego w Polsce i na świecie, instytucje książki (wydawnictwa, księgarnie, biblioteki), historia rynku wydawniczo-księgarskiego, marketing książki i bibliotek, książka w komunikacji społecznej, teoria książki, typologia dokumentów bibliotecznych, bibliografia narodowa, automatyzacja procesów biblioteczno-bibliograficznych, biblioteki naukowe. Rynek księgarski analizował z punktu widzenia społecznego, ekonomicznego i statystycznego. Zjawiska zachodzące w księgarstwie polskim analizował w powiązaniu z ruchem wydawniczo-księgarskim za granicą (m.in. w Czechosłowacji, Holandii, Francji, Norwegii, Niemczech, Stanach Zjednoczonych, ZSRR, na Węgrzech). Rozwinął prace nad typologią dokumentów na forum krajowym i międzynarodowym. Bibliografię narodową traktował jako podstawowy element światowego systemu informacyjnego.
Na uwagę zasługują zainteresowania R. Cybulskiego związane z Wileńszczyzną. Prowadził historyczne badania księgoznawcze związane z Wilnem w XIX w. Brał udział w komitecie redakcyjnym monografii Gimnazjum Ojców Jezuitów w Wilnie w latach 1922–1940 (2000). Zorganizował też dwie wystawy w Bibliotece Narodowej: „Szkoły średnie na Ziemi Wileńskiej 1918-1939” oraz „Pamięć Wilna”.

## Funkcje (wybrane)
- Zastępca Przewodniczącego Zarządu Głównego Stowarzyszenia Księgarzy Polskich; Członek Honorowy Stowarzyszenia Księgarzy Polskich,
- Członek Stowarzyszenia Bibliotekarzy Polskich oraz Sekcji Bibliograficznej i Bibliotek Uniwersyteckich Międzynarodowej Federacji Stowarzyszeń Bibliotekarskich/The International Federation of Library Associations and Institutions (IFLA),
- Przewodniczący Komitetu Koordynacyjnego Bibliotek Szkół Wyższych przy Ministrze Nauki i Szkolnictwa Wyższego,
- Członek Rady Programowej Ruchu Wydawniczego przy Ministrze Kultury i Sztuki,
- Członek Komisji Egzaminacyjnej dla Kandydatów na Dyplomowanego Bibliotekarza i Dyplomowanego Dokumentalistę,
- Członek Warszawskiego Towarzystwa Miłośników Grodna i Wilna[3].

## Odznaczenia
- Krzyż Partyzancki (1959)[4],
- Złoty Krzyż Zasługi,
- Odznaka Wzorowy Księgarz,
- Odznaka Zasłużony Działacz Kultury.

## Książki (wg chronologii)
- Geografia sprzedaży Małej Encyklopedii Powszechnej PWN. Warszawa: Biblioteka Narodowa, 1962,
- Księgarz radzi czytelnikom. Warszawa: Biblioteka Narodowa, 1965,
- Popyt na rynku księgarskim na tle przemian społeczno-gospodarczych w Polsce Ludowej. Warszawa: Biblioteka Narodowa, 1966,
- Księgarstwo w społeczeństwie współczesnym. Wrocław: Ossolineum, 1970 (wyd. 2. 1978, tłumaczone na język rosyjski, wyd. Moskwa 1982)
- Józef Zawadzki – księgarz, drukarz, wydawca. Wrocław: Ossolineum, 1972,
- Serie książek kieszonkowych w Polsce w latach 1966–1970. Warszawa: Biblioteka Narodowa, 1972,
- Problemy automatyzacji działalności bibliotecznej: sesja naukowa Instytutu Informacji Naukowej, Technicznej i Ekonomicznej, Warszawa: INTE, 1980,
- Współczesne polskie księgarstwo: mały słownik encyklopedyczny. Redaktor tomu Radosław Cybulski. Wrocław: Ossolineum, 1981. ISBN 83-04-00676-6.
- Książka współczesna. Wydawcy, rynek, odbiorcy. Warszawa: PWN, 1986. ISBN 83-01067-78-0.
- Książka na świecie. Obraz statystyczny produkcji wydawniczej w latach 1980–1986. Warszawa: PWN, 1990. ISBN 83-04-03564-2 (tłumaczona na jęz. litewski, wyd. Wilno 1990),
- Próby zastosowania marketingu w bibliotekach. Praca zbiorowa pod red. Radosława Cybulskiego. Warszawa: SBP, 1997. ISBN 83-85778-69-1.

## Wybrane artykuły (wg chronologii)
- Podręczniki szkolne w wileńskim okręgu naukowym w latach 1803–1831, „Rocznik Biblioteki Narodowej” 1974,
- Bibliografia narodowa jako ogniwo światowego systemu informacji, „Rocznik Biblioteki Narodowej” 1976/1977,
- Formowanie się modelu kapitalistycznego przedsiębiorstwa wydawniczo-księgarskiego w Polsce w latach 1800–1831, „Studia o Książce” 1976,
- Instytut Bibliograficzny jako narodowa centrala bibliograficzna, „Rocznik Biblioteki Narodowej” 1978,
- Środowisko twórcze a ruch wydawniczy na początku XIX wieku w Wilnie, „Rocznik Biblioteki Narodowej” 1979,
- Stan i perspektywy rozwoju bibliografii w Polsce, [w:] Trzecia Ogólnokrajowa Narada Bibliografów. Warszawa 5-7 VI 1978 r. Warszawa: Biblioteka Narodowa, 1980,
- Z doświadczeń jednej próby typologii dokumentów, „Rocznik Biblioteki Narodowej” 1988,
- Księgoznawcza problematyka w działalności Joachima Lelewela, [w:] Joachim Lelewel – księgoznawca, bibliotekarz, bibliograf. Warszawa: Wydawnictwo Uniwersytetu Warszawskiego, 1993.